# Чикасо (округ, Миссисипи)
Округ Чикасо (англ. Chickasaw County) — округ штата Миссисипи, США. Население округа на 2000 год составляло 19 440 человек. В округе два административных центра — Хьюстон и Околона.

## История
Округ Чикасо основан в 1836 году.

## География
Округ занимает площадь 1300.2 км2.

## Демография
Согласно переписи населения 2000 года, в округе Чикасо проживало 19440 человек (данные Бюро переписи населения США). Плотность населения составляла 15 человек на квадратный километр.